# Почтовые марки России (2011)

Почтовые марки России (2011) — каталог знаков почтовой оплаты (марок, блоков, листов), введённых в обращение «Почтой России» в 2011 году.

## Список коммеморативных марок
Порядок следования элементов в таблице соответствует номеру по каталогу марок России на официальном сайте издатцентра «Марка», в скобках приведены номера по каталогу «Михель».

## Таблица
| № | Изображение | Описание | Номинал (руб.)         | Дата        | Тираж                                                                                     | Художник                  | П      |
| --- | ----------- | --- | ---------------------- | ----------- | ----------------------------------------------------------------------------------------- | ------------------------- | ------ |
| № 1462 (Mi #RU 1694)                                                                                 |             | 100 лет со дня рождения М. В. Келдыша (1911—1978), учёного. | 12                     | 25 января   | 270 000 18 000                                                                            | Шушлебина О.              | [ 3 ]  |
| № 1463 (Mi #RU 1695)                                                                                 |             | Почтовый блок — Совместный выпуск. Российская Федерация — Аландские острова (Финляндия). Город Мариехамн. 150 лет. На почтовом блоке на фоне карты Мариехамна изображён портрет императрицы Марии Александровны (1857) кисти Ф. К. Винтерхальтера из коллекции Государственного Эрмитажа.                            | 40                     | 21 февраля  | 95 000                                                                                    | Комса Р.                  | [ 4 ]  |
| № 1464 (Mi #RU 1696)                                                                                 |             | Почтовый блок — Сочи — столица ХХII Олимпийских зимних игр 2014 года. | 25                     | 15 марта    | 120 000                                                                                   | Шушлебина О.              | [ 5 ]  |
| № 1465—1467 (Mi #RU 1697), (Mi #RU 1698), (Mi #RU 1699)                                              |             | Россия. Регионы. - Новгородская область - Тамбовская область - Тюменская область | 11.8, 11.8, 11.8       | 30 марта    | 360 000                                                                                   | Бельтюков В.              | [ 6 ]  |
| № 1468 (Mi #RU 1700)                                                                                 |             | Почтовый блок — 50 лет первому полёту человека в космос Почтовый блок изготовлен с нумерацией с № 000001 по № 130600; 600 блоков выпущены в форме сувениров. | 50                     | 12 апреля   | 130 600                                                                                   | Московец А.               | [ 7 ]  |
| № 1469—1474 (Mi #RU 1701), (Mi #RU 1702), (Mi #RU 1703), (Mi #RU 1704), (Mi #RU 1705), (Mi #RU 1706) |             | Города воинской славы. - Выборг - Ростов-на-Дону - Туапсе - Владикавказ - Великий Новгород - Великие Луки | 12, 12, 12, 12, 12, 12 | 20 апреля   | 75 000 12 500                                                                             | Бельтюков В.              | [ 8 ]  |
| № 1475 (Mi #RU 1707)                                                                                 |             | 50 лет Российскому фонду мира. | 8.5                    | 27 апреля   | 265 000 13 250                                                                            | Шушлебина О.              | [ 9 ]  |
| № 1476—1479 (Mi #RU 1708A), (Mi #RU 1709A), (Mi #RU 1710A), (Mi #RU 1711A)                           |             | Оружие Победы. Авиация. - Штурмовик Ил-2. - Пикирующий бомбардировщик Пе-2. - Истребитель Ла-5. - Истребитель Як-3. | 9                      | 29 апреля   | 322 500 75 000                                                                            | Дробышев А.               | [ 10 ] |
| № 1480 (Mi #RU 1712)                                                                                 |             | Выпуск по программе «Европа». Леса. | 15                     | 5 мая       | 312 000 26 000                                                                            | Грибкова А.               | [ 11 ] |
| № 1481—1484 (Mi #RU 1713), (Mi #RU 1714), (Mi #RU 1715), (Mi #RU 1716 )                              |             | Почтовый блок — Памятники науки и техники. Часы. Продолжение серии. - Часы на здании Центрального телеграфа. Москва. - Часы на здании Адмиралтейства. Санкт-Петербург. - Часы на здании МГУ им. Ломоносова. Москва. - Часы на здании железнодорожного вокзала. Сочи.                                                 | 15                     | 16 мая      | 75 000                                                                                    | Шушлебина О.              | [ 12 ] |
| № 1485 (Mi #RU 1717)                                                                                 |             | 100 лет со дня рождения К. И. Щёлкина (1911—1968), профессора, физика-ядерщика. | 12                     | 17 мая      | 225 000 15 000                                                                            | Поварихин А.              | [ 13 ] |
| № 1486 (Mi #RU 1719)                                                                                 |             | Герб Республики Коми. | 11.8                   | 26 мая      | 750 000                                                                                   | Поварихин А.              | [ 14 ] |
| № 1487 (Mi #RU 1718)                                                                                 |             | Герб Иркутска. | 8.5                    | 26 мая      | 400 000                                                                                   | Поварихин А.              | [ 15 ] |
| № 1488—1489 (Mi #RU 1720), (Mi #1721)                                                                |             | Сцепка — Совместный выпуск Российская Федерация ― Черногория. На марках изображены Казанский кафедральный собор в Санкт-Петербурге и здание Русской дипломатической миссии в Цетине. | 15                     | 26 мая      | 135 000                                                                                   | Шушлебина О.              | [ 16 ] |
| № 1490—1491 (Mi #RU 1722), (Mi #RU 1723)                                                             |             | Совместный выпуск Российская Федерация — Республика Армения. Совместный выпуск марок посвящён выдающимся представителям национальных культур России и Армении — В. Я. Брюсову и О. Т. Туманяну. | 12                     | 1 июня      | 448 000 32 000 448 000 32 000                                                             | Керносов А.               | [ 17 ] |
| № 1492 (Mi #RU 1724)                                                                                 |             | 200 лет независимости Боливарианской Республики Венесуэла. | 12                     | 20 июня     | 220 000                                                                                   | Грибкова А.               | [ 18 ] |
| № 1493 (Mi #RU 1725)                                                                                 |             | 350 лет Иркутску. | 15                     | 24 июня     | 360 000 30 000                                                                            | Бетрединова Х., Князев А. | [ 19 ] |
| № 1494 (Mi #RU 1726)                                                                                 |             | 350-летие добровольного вхождения Бурятии в состав Российского государства. | 11.8                   | 26 июня     | 270 000 30 000                                                                            | Комса Р.                  | [ 20 ] |
| № 1495 (Mi #RU 1727)                                                                                 |             | 75 лет Госавтоинспекции МВД России. | 15                     | 27 июня     | 468 000 52 000                                                                            | Дробышев А.               | [ 21 ] |
| № 1496 (Mi #RU 1728)                                                                                 |             | Почтовый блок — Государственные награды РФ. Орден Святого апостола Андрея Первозванного | 50                     | 1 июля      | 100 000                                                                                   | Московец А.               | [ 22 ] |
| № 1497 (Mi #RU 1729)                                                                                 |             | Почтовый блок — Природное наследие России. Печоро-Илычский заповедник. Плато Маньпупунёр. | 25                     | 29 июля     | 90 000                                                                                    | Шушлебина О.              | [ 23 ] |
| № 1498—1500 (Mi #RU 1730), (Mi #RU 1731), (Mi #RU 1732)                                              |             | Почтовый блок — Историко-культурное наследие России. Музей деревянного зодчества и народного искусства «Малые Корелы». На марках почтового блока изображены: часовня Святого Макария (XVIII в.), Вознесенская церковь (XVII в.) и ветряная мельница (начало XX в.); на полях блока — интерьер крестьянской избы.     | 10, 15, 20             | 1 августа   | 95 000                                                                                    | Иванова O.                | [ 24 ] |
| № 1501—1504 (Mi #RU 1733), (Mi #RU 1734), (Mi #RU 1735), (Mi #RU 1736)                               |             | Серия «Архитектурные сооружения. Пешеходные мосты» - Цепной Почтамтский мост - Пешеходный Патриарший мост - Мост, построенный в XVIII веке в деревне Кенорецкой (Измайловской) - Пешеходный Университетский мост | 9, 10, 12, 15          | 15 августа  | 360 000 30 000 360 000 30 000 360 000 30 000 360 000 30 000 85 000                        | Московец А.               | [ 25 ] |
| № 1505—1507 (Mi #RU 1737), (Mi #RU 1738), (Mi #RU 1739)                                              |             | История российского казачества. Продолжение серии. Блок состоит из трёх марок. На марках изображены казак и казачка в традиционной одежде конца XIX в. амурского, астраханского и волжского войск. На полях блока — знамёна войск и символика российского казачества.                                                | 15                     | 29 августа  | 85 000                                                                                    | Бельтюков В.              | [ 26 ] |
| № 1508—1510 (Mi #RU 1740), (Mi #RU 1741), (Mi #RU 1742)                                              |             | Серия «Кавалеры ордена Святого апостола Андрея Первозванного» - Л. Г. Зыкина - Д. С. Лихачёв - Б. В. Петровский | 15                     | 1 сентября  | 440 000 40 000 440 000 40 000 440 000 40 000                                              | Дробышев А.               | [ 27 ] |
| № 1511 (Mi #RU 1743)                                                                                 |             | 250 лет со дня рождения М. Б. Барклая де Толли (1761—1818) | 15                     | 9 сентября  | 408 000 51 000                                                                            | Керносов А.               | [ 28 ] |
| № 1512—1517 (Mi #RU 1744), (Mi #RU 1745), (Mi #RU 1746), (Mi #RU 1747), (Mi #RU 1748), (Mi #RU 1749) |             | Серия «Современное искусство России» - А. В. Адамов. Морской пейзаж. 2007 г. - Н. И. Боровской. Вид на Борисоглебский монастырь. 2001 г. - Д. Д. Жилинский. Гимнасты СССР. 1964—1965 гг. - А. И. Рукавишников. Памятник Юрию Никулину. 2000 г. - Т. Т. Салахов. Айдан. 1967 г. - В. Я. Юкин. Село Акиньшино. 1995 г. | 14                     | 12 сентября | 270 000 45 000 270 000 45 000 270 000 45 000 270 000 45 000 270 000 45 000 270 000 45 000 | Грибкова А.               | [ 29 ] |
| № 1518 (Mi #RU 1750)                                                                                 |             | Почтовый блок — Всемирное культурное наследие России. Старый город и крепостные сооружения Дербента | 50                     | 13 сентября | 90 000                                                                                    | Шушлебина О.              | [ 30 ] |
| № 1519—1522 (Mi #RU 1751А), (Mi #1752А), (Mi #1753А), (Mi #1754А)                                    |             | Малый лист — Серия «Культура народов России. Головные уборы Русского Севера» - Зимняя шапка. Север Европейской России. Конец XIX века. - Девичья повязка. Север Европейской России. Середина XIX века. - Повой. Псковская губерния. Конец XIX века. - Наколка. Архангельская губерния. Конец XIX — начало XX веков.  | 12                     | 15 сентября | 80 000 29 000 80 000 29 000 80 000 29 000 80 000 29 000                                   | Бетрединова Х.            | [ 31 ] |
| № 1523 (Mi #RU 1755)                                                                                 |             | 50 лет Всемирному фонду дикой природы | 15                     | 26 сентября | 450 000 45 000                                                                            | Грибкова А.               | [ 32 ] |
| № 1524—1527 (Mi #RU 1756), (Mi #RU 1757), (Mi #RU 1758), (Mi #RU 1759)                               |             | Лист. Серия «XXII Олимпийские зимние игры в Сочи. Туризм на Черноморском побережье России» - Красная Поляна - Сочи. Морской вокзал - Гора Большой Ахун. Смотровая башня - Лазаревское. Волхонский дольмен (листы на русском, английском, китайском, немецком, французском, испанском языках)                         | 15, 20, 25, 30         | 27 сентября | 30 000 120 000 150 000 120 000                                                            | Иванова O.                | [ 33 ] |
| № 1524 I-1527 I (Mi #RU 1756), (Mi #RU 1757), (Mi #RU 1758), (Mi #RU 1759)                           |             | Малый лист — Серия «XXII Олимпийские зимние игры в Сочи. Туризм на Черноморском побережье России» (выпуск № 2) - Красная Поляна - Сочи. Морской вокзал - Гора Большой Ахун. Смотровая башня - Лазаревское. Волхонский дольмен (листы на русском, английском, китайском, немецком, французском, испанском языках)     | 15, 20, 25, 30         | 27 сентября | 140 000                                                                                   | Иванова O.                | [ 34 ] |
| № 1528 (Mi #RU 1760)                                                                                 |             | Межгосударственная программа «Инновационные биотехнологии» ЕврАзЭС | 9                      | 30 сентября | 360 000 45 000                                                                            | Дробышев А.               | [ 35 ] |
| № 1529—1531 (Mi #RU 1761I), (Mi #RU 1762I), (Mi #RU 1763I)                                           |             | Серия «XXII Олимпийские зимние игры в Сочи. Олимпийские зимние виды спорта» - Шорт-трек - Прыжки с трамплина - Лыжные гонки | 25                     | 3 октября   | 960 000 120 000                                                                           | Дробышев А.               | [ 36 ] |
| № 1532 (Mi #RU 1764)                                                                                 |             | Региональное содружество в области связи. 1991—2011 | 12                     | 10 октября  | 450 000 30 000                                                                            | Шушлебина О.              | [ 37 ] |
| № 1533 (Mi #RU 1765)                                                                                 |             | 300 лет заводу «Арсенал» | 15                     | 14 октября  | 360 000 40 000                                                                            | Поварихин А.              | [ 38 ] |
| № 1534 (Mi #RU 1771)                                                                                 |             | 50 лет Государственному Кремлёвскому дворцу | 12                     | 24 октября  | 456 000 38 000                                                                            | Грибкова А.               | [ 39 ] |
| № 1535 (Mi #RU 1770)                                                                                 |             | Почтовый блок — 300 лет Московскому Почтамту | 50                     | 21 октября  | 100 000                                                                                   | Грибкова А.               | [ 40 ] |
| № 1536—1539 (Mi #RU 1766), (Mi #1767), (Mi #RU 1768), (Mi #RU 1769)                                  |             | Сцепка — 300 лет Московскому Почтамту - А. Л. Ордин-Нащокин (ок. 1605—1680) — основатель российской регулярной почты. - Почтово-пассажирский дилижанс. Середина XIX в. - Почтовый автомобиль «Москвич 400—422». 1950-е гг. - Моспочтамт встречает своё 300-летие.                                                    | 11.8, 11.8, 11.8, 11.8 | 21 октября  | 67 000 201 000                                                                            | Иванова O.                | [ 41 ] |
| № 1540 (Mi #RU 1772)                                                                                 |             | Конституционный суд Российской Федерации (1991—2011) | 12                     | 27 октября  | 432 000 36 000                                                                            | Комса Р.                  | [ 42 ] |
| № 1541 (Mi #RU 1773)                                                                                 |             | 200 лет использования газа в России | 12                     | 28 октября  | 465 000 31 000                                                                            | Комса Р.                  | [ 43 ] |
| № 1542 (Mi #RU 1774)                                                                                 |             | Содружество Независимых Государств. 1991−2011 | 11.8                   | 3 ноября    | 384 000 32 000                                                                            | Шушлебина О.              | [ 44 ] |
| № 1543 (Mi #RU 1775)                                                                                 |             | Почтовый блок — 300 лет со дня рождения М. В. Ломоносова (1711—1765) | 100                    | 17 ноября   | 90 000                                                                                    | Федулов А.                | [ 45 ] |
| № 1544 (Mi #RU 1776)                                                                                 |             | Почтовый блок — 150 лет со дня рождения К. А. Коровина (1861—1939), живописца | 45                     | 21 ноября   | 90 000                                                                                    | Иванова O.                | [ 46 ] |
| № 1545 (Mi #RU 1777)                                                                                 |             | 100 лет Российскому олимпийскому комитету | 15                     | 25 ноября   | 750 000 50 000                                                                            | Московец А.               | [ 47 ] |
| № 1546 (Mi #RU 1778)                                                                                 |             | 225 лет страхованию в России | 8.5                    | 25 ноября   | 420 000 35 000                                                                            | Поварихин А.              | [ 48 ] |
| № 1547 (Mi #RU 1779)                                                                                 |             | Россия. Регионы. Калужская область | 11.8                   | 26 ноября   | 330 000                                                                                   | Бельтюков В.              | [ 49 ] |
| № 1548 (Mi #RU 1780)                                                                                 |             | С Новым годом! | 20                     | 1 декабря   | 567 000 63 000                                                                            | Расторгуева М.            | [ 50 ] |
| № 1549 (Mi #RU 1781)                                                                                 |             | Совместный выпуск Россия — Италия. «Год культуры Россия — Италия» | 15                     | 10 декабря  | 450 000 30 000                                                                            | Московец А.               | [ 51 ] |
| № 1550—1553 (Mi #RU 1782), (Mi #RU 1783), (Mi #RU 1784), (Mi #RU 1785)                               |             | Серия «Декоративно-прикладное искусство». Кружево (листы по 4 марки) - Белёвская кружевная накидка; - Елецкая скатерть; - Вологодская салфетка конца XX — начала XXI века; - Вятская скатерть «Петухи». | 15                     | 12 декабря  | 1 280 000 320 000                                                                         | Шушлебина О.              | [ 52 ] |
| № 1554 (Mi #RU 1786)                                                                                 |             | Россия. Регионы. Омская область | 11.8                   | 12 декабря  | 330 000                                                                                   | Бельтюков В.              | [ 53 ] |

## Комментарии
1. ↑  Ниже приведён перечень коммеморативных марок (с возможностью сортировки по номиналу, тиражу).